# Panda (algoritmus)
A Google Panda a Google keresőmotor találatokat rangsoroló algoritmusának egy frissítése, amelyet először 2011 februárjában publikáltak. A frissítés számos változtatást tartalmazott a rangsorolást végző algoritmusban, amelyek célja az volt, hogy csökkentsék az alacsonyabb minőséget képviselő webhelyek helyezését, a színvonalasabb oldalakat pedig a találati listák élére helyezzék.
A frissítés élesítését követően a CNET szerint a híroldalak és közösségi oldalak helyezései szembetűnően javultak, azon oldalak helyezései pedig, amelyeken nagy mennyiségű reklám található, jelentősen romlottak a találati oldalakon. Ez a változtatás az összes angol nyelvű keresési eredmény legalább 12 százalékát érintette.
A Panda élesítését követően számos honlapon (többek között a Google webmesterfórumán) jelentek meg panaszok azzal kapcsolatban, hogy a tartalmakat duplikáló, szerzői jogokat megsértő oldalak sokszor jobb helyezéseket értek el a találati oldalakon, mint az érintett tartalmakat eredetileg leközlő webhelyek. A Google egy idő után arra kérte a felhasználókat, jelentsenek ilyen konkrét eseteket, hogy hatékonyabban észlelhessék a másolókat és így felléphessenek ellenük.
2011. februári élesítése óta a Panda számos frissítésen esett már át, 2011 áprilisában pedig globálisan is bevezették a változtatást. Hogy a változás által érintett tartalomgyártókat segítsék, a Google saját blogján közzétett egy útmutatót, amely abban nyújtott némi támpontot, hogy a honlapok üzemeltetői hogyan állapíthatják meg, jó minőségű-e webhelyük. A Google egy 23 pontos listát állított össze, amely arra a kérdésre adott választ, hogy „Mi számít jó minőségű weboldalnak?”.

## A rangsorolás szempontjai
A Google Panda lényegében egy szűrő, amely megakadályozza a gyenge minőségű weboldalakat abban, hogy túl jó helyezést érjenek el a keresőmotor által összeállított találati oldalakon. A szűrő által alkalmazott értékhatárokat befolyásolják a Google minőségértékelői is. A minőségértékelők olyan kérdéseket válaszolnak meg az egyes webhelyekről, mint hogy például bizalommal megadnák-e a bankkártya-adataikat. A keresőmotor így képes különbséget tenni a gyenge és jó minőségű oldalak között.
Azt, hogy pontosan mi alapján határozza meg az algoritmus, jó vagy gyenge minőségű webhelyről van-e szó, a Google titokban tartja, de ismert, hogy több mint kétszáz szempontot vizsgál. Az algoritmus működésére azonban számos helyen – blogposztokban, nyilatkozatokban – találhatóak utalások, amelyek segítenek a honlapok üzemeltetőinek a tartalmak szerkesztésében. A Google Webmaster Central blogja egy 2011. májusi bejegyzésben taglalja, hogy mitől lesz egy weboldal jó minőségű. A bejegyzés szerint (többek között) az alábbi kérdések mentén elindulva lehet a kérdést megválaszolni:
- Megbízna az oldalon közzétett információkban?
- Az adott cikket egy szakértő vagy lelkes amatőr írta, aki jól ismeri a témát, vagy inkább felszínes jellegű az írás?
- Vannak az oldalon olyan írások, amelyek tartalma duplikált, egymást átfedő vagy redundáns ugyanolyan vagy hasonló témákban, de más kulcsszó-változatokkal?
- Bizalommal megadná bankkártya-adatait ennek az oldalnak?
- Vannak az írásban helyesírási, stilisztikai hibák vagy tárgyi tévedések?
- Az oldalon megjelenő tartalmak az olvasók érdeklődését tükrözik, vagy az alapján állítják össze, hogy a készítők szerint mi érne el jó helyezést a keresőmotorokban?
- Tartalmaz az írás eredeti tartalmat, információt, beszámolót, kutatást vagy elemzést?
- Ad-e az oldal plusz értéket, ha a találati oldalon felsorolt más oldalakhoz hasonlítjuk?
- Mennyi minőség-ellenőrzést végeznek a tartalmakon?
- Leírja a cikk a történet mindkét oldalát?
- Elismert szakértője az oldal a témának?
- A cikk jól szerkesztett, vagy hanyagul elkészített, összecsapott munka?
- Felismerné ezt az oldalt a téma szakértőjeként, ha név szerint említenék?
- Tartalmaz ez az oldal olyan elemzést vagy érdekes információt, amely túlmutat a nyilvánvaló információkon?
- Van-e az oldalon nagyobb mennyiségű reklám, amely eltereli a figyelmet a fő tartalomról vagy megzavarja annak olvasását?

A Google Panda szabadalmi kérvényét 2012. szeptember 28-án nyújtották be az Amerikai Egyesült Államok szabadalmi hivatalához, amely 2014. március 25-én a 8,682,892 számmal jegyezte azt be. A szabadalom kijelenti, hogy a Google Panda az adott oldalra mutató hivatkozások, keresési lekérdezések alapján hoz létre egy arányszámot, amelyből azután előállít egy az egész webhelyre érvényes módosító tényezőt. Ezt azután arra használja, hogy a webhely egy oldalának módosító tényezőjét megalkossa egy keresési lekérdezés alapján. Amennyiben az oldal nem ér el egy adott szintet, a módosító tényezőt alkalmazva csökken helyezése a kereső találati oldalán.
A Google Panda az egész webhely vagy bizonyos szakaszok rangsorolására van hatással, és nem kifejezetten a webhely egyes oldalaiéra.
A szabadalomból kiderült az is, hogy nem csak a hivatkozásprofil változatossága fontos, a Google ugyanis a hivatkozásokat is súlyozza, többek között az alapján, hogy feltételezhető-e valamilyen befolyásolás. Az olyan linkeket, amelyek az algoritmus szerint nem függetlenek, a Panda nem veszi figyelembe rangsoroláskor.
Fontos újítás az is, hogy a szabadalom szerint a Google nem csak a hagyományos hivatkozásokat figyeli, de az úgynevezett „implied” linkeket, utalásokat is. Ilyen lehet például, ha egy oldalon megemlítjük ugyan egy másik webhely nevét, ám nem kapcsolunk hozzá hiperhivatkozást.

## Története
2012 márciusában a Google frissítette a Pandát. Bejelentésük szerint az algoritmusban ekkor helyet kapott egy „túloptimalizálási büntetés” is, az esélyek kiegyenlítése végett. Ez lényegében azt jelenti, hogy felléptek azon webhelyek ellen, amelyeket direkt úgy építettek fel, hogy az algoritmus megfelelő helyezéshez juttassa őket.
A Google szerint még egy egyébként jól karbantartott, általánosságban magas minőséget képviselő webhelyen is elég néhány gyenge minőségű vagy duplikált tartalmat tartalmazó oldal ahhoz, hogy a webhely pozíciója a rangsorolásban meggyengüljön. Éppen ezért azt tanácsolják, hogy az ilyen oldalakat a webhely üzemeltetői töröljék, tiltsák le azok indexelését vagy írják őket újra. Ugyanakkor Matt Cutts, a Google webspam elleni küzdelemmel foglalkozó csapatának vezetője korábban kijelentette, hogy egyszerűen a duplikált tartalmak újraírása nem biztos, hogy elegendő a Panda büntetései alóli kibúváshoz. Ahhoz, hogy ez ne legyen negatív hatással az oldal rangsorolására, az újraírt tartalomnak nem csak eredetinek, de egyben jó minőségűnek is kell lennie, hogy megfelelő tartalommal gazdagítsa a webet. Az olyan tartalmak, amelyek általánosak és nem sokban különböznek a már létező tartalmaktól, várhatóan nem biztosítanak majd jó helyezést a találati oldalakon. „Ezeknek az oldalaknak nincsen hozzáadott értéke – bár nem másolatok, de nem tesznek le semmi újat az asztalra”, fogalmazott Cutts.
A Panda algoritmus első élesítését követően a frissítések körülbelül havonta követték egymást. 2013 márciusában aztán a Google bejelentette, hogy a jövőbeni frissítéseket az algoritmusba integrálják, így azok kevésbé észrevehetőek és folytonosak lesznek.
2011. április 11-én lépett életbe a 2.0 jelű frissítés, amely az angol nyelvű keresésekre volt hatással.
2011. május 9-én élesítették a Panda 3.0-s verziószámú frissítését, amely hivatalosan a harmadik volt a sorban. A 4.0 verzióig ezt további huszonkét frissítés követte.
Az utolsó, az integrációt megelőző hivatalosan is bejelentett frissítés a Panda #25 volt, amelyről Matt Cutts egy szakmai konferencián beszélt.
2013. július 18-án a Google megerősítette, hogy ismét frissítették az algoritmust. A szakértők feltételezése szerint ez a frissítés („Panda Recovery”) enyhítette a korábbi büntetéseket.
A Panda 4.0 számú frissítését 2014. május 21-én adták ki. A 4.0-s verzió egyik leginkább észrevehető hatása az volt, hogy az úgynevezett gyűjtőoldalak – olyan webhelyek, amelyek más oldalak tartalmait gyűjtik egy helyre – jelentősen visszaestek a találati oldalakon. Ezek között megtalálhatóak voltak híroldalak, sajtóközleményeket gyűjtő webhelyek, ár-összehasonlító oldalak, illetve sok fórum is. Ez a frissítés hivatalosan az angol nyelvű webhelyek körülbelül 7,5 százalékát érintette.